# Valentin Wudrian

Valentin Wudrian (Kupferstich von Johann Benjamin Brühl)

Valentin Wudrian, genannt der Ältere, (* 23. Februar 1584 in Demmin; † 7. September 1625 in Hamburg) war ein deutscher lutherischer Theologe. Er war Hofprediger in Loitz, Hochschullehrer in Greifswald und Hauptpastor in Hamburg.

## Leben
Im Geburtsjahr Valentin Wudrians war sein gleichnamiger Vater Diakon in Demmin. Die in verschiedener Literatur zu findende Angabe von Sanzkow als Geburtsort geht wahrscheinlich darauf zurück, dass der Vater später die Pfarrstelle in Sanzkow übernahm. Valentin Wudrian besuchte Schulen in Loitz, Demmin, Güstrow und Wismar und immatrikulierte sich 1603 an der Universität Greifswald. 1604 war er Rektor und Kantor in Neukalen. 1605 ging er als Hofmeister des jungen Studenten Johann Friedrich Molzan an die Universität Leipzig. An der Universität Wittenberg wurde er am 23. September 1606 Magister. Anschließend kehrte er nach Greifswald zurück.
Im selben Jahr wurde er Hofprediger der Herzogin Sophia Hedwig, der Witwe des Herzogs Ernst Ludwig von Pommern-Wolgast, die in Loitz ihren Witwensitz hatte. Entweder 1608 oder erst am 5. Juli 1611 übernahm er die Professur für hebräische Sprache an der Universität Greifswald. Spätestens im folgenden Jahr ging er nach Demmin, um dort eine Stelle als Propst und Pastor an der St.-Bartholomaei-Kirche zu übernehmen.
1621 ging er nach Hamburg, wo er am 20. Oktober desselben Jahres ins Amt des Hauptpastors der St.-Petri-Kirche eingeführt wurde. 1625 starb er in Hamburg.
Wudrian hinterließ verschiedene Handschriften und gedruckte Predigten. Sein Hauptwerk „Schola crucis et tessera Christianismi..“ (Creutz-Schule) erschien in zahlreichen Auflagen. Zwischen 1627 und 1650 gab es allein in Hamburg 17, in Lüneburg zwischen 1674 und 1678 neun und in Bremen von 1641 bis 1718 vier Ausgaben. Weitere Ausgaben erschienen außer in verschiedenen deutschen Städten in Amsterdam in niederländischer und in Kopenhagen in dänischer Übersetzung. Nach Wudrians Angaben war er jedoch nicht selbst der Verfasser, sondern der Herausgeber. Als mögliche Autoren gelten ein nicht namentlich genannter Rat des Herzogs von Pommern-Wolgast oder Lorenz Langermann, Kanoniker am Hamburger Mariendom.
Sein Sohn Valentin Wudrian (1616–1645), genannt der Jüngere, war Lehrer an der dänischen Sorø Akademi.

## Schriften (Auswahl)
- „Hochwichtige vnd Nachdenckliche Vrsachen, Warumb das Gymnasium oder Studenten Schulen in Weithberühmbten Stadt Hamburg nicht abzuschaffen, sondern vielmehr zu erhalten vnd zu verbessern sey…“ Jürgen Wolders, Hamburg 1624, OCLC 34568136.
- „Schola crucis et tessera Christianismi. Creutz-Schule und Kennzeichen aller wahren Evangelischen Christen, oder Christlicher ausführlicher und nützlicher Unterricht vom lieben Creutze…“ Hamburg 1627. (Digitalisat einer Ausgabe von 1680).